# Dańce
Dańce – wieś w Polsce położona w województwie lubelskim, w powiecie włodawskim, w gminie Hanna.
W latach 1975–1998 miejscowość administracyjnie należała do województwa bialskopodlaskiego.
Wieś jest sołectwem w gminie Hanna. Według Narodowego Spisu Powszechnego z roku 2011 wieś liczyła 254 mieszkańców.
Wierni Kościoła rzymskokatolickiego należą do parafii Narodzenia Najświętszej Maryi Panny w Motwicy.

## Części wsi
| SIMC    | Nazwa    | Rodzaj    |
| ------- | -------- | --------- |
| 0012055 | Chilcze  | część wsi |
| 0012061 | Gaj      | część wsi |
| 0012078 | Kiślanka | część wsi |
| 0012084 | Ostrów   | część wsi |
| 1025545 | Zapagór  | część wsi |

## Historia
Dańce w wieku XVII wymieniane były w składzie „Państwa Sławatyckiego” Zamojskich w skład którego wchodziły także: Dołhobrody, Hanna, Liszna, Holeszów, Sajówka, Zańków, Parośla, Terebiski, Jabłeczna, Neydorf.
W drugiej połowie wieku XIX Dańce stanowiły wieś w powiecie bialskim, ówczesnej gminie i parafii Sławatycze. Według spisu miast, wsi, osad Królestwa Polskiego z 1827 roku było tu 17 domów i 197 mieszkańców. Około 1880 roku liczyły 40 domów i 280 mieszkańców, oraz 1040 mórg obszaru. Należały do sławatyckiego klucza dóbr bialskich stanowiących własność hrabiego Hohenlohe.	
Według danych z aktu notarialnego z dnia 14 marca 1900 roku właścicielami cżęści wsi Dańce byli: Aleksander Romanowicz Drzewiecki, Anton Iwan Rostworowski, oraz Wojciech Rostworowski, którzy nabyli wieś za kwotę 645 000 rubli. 
W 1921 roku wieś liczyła 293 mieszkańców, tylko i wyłącznie (293) Polaków pod względem narodowościowym. 225 mieszkańców stanowili rzymscy katolicy, 67 prawosławni, a 1 osoba była innego wyznania. 